# Вивчення птахів басейну Сіверського Дінця

Логотип робочої групи: характерний для орнітофауни регіону річковий птах рибалочка (Alcedo atthis) та літери «С» і «Д» = Сіверський Донець.

Вивчення птахів басейну Сіверського Дінця — робоча група та фахова робоча мережа, що об'єднує зоологів та природоохоронців східних теренів України, заснована 1993 р. 2013 року виповнилося 20 років від заснування робочої групи.

## Історія започаткування й актив
«Вивчення птахів басейну Сіверського Дінця» — постійно діюча міжрегіональна робоча група (МРГ), ініційована 1991 року за рішенням 10-ї Всесоюзної орнітологічної конференції, що проходила у Вітебську (Білорусь). Перша конференція робочої групи відбулася в січні 1993 року в Донецькому університеті. Її головою було обрано (і таким є дотепер) Леоніда Тараненка — відомого науковця з Донецького національного університету.
У складі Робочої групи — такі відомі дослідники фауни регіону як Леонід Тараненко (Донецький національний університет), Ігор Кривицький (Харківський національний університет), Віктор Белік (Ростовський державний університет), Михайло Банік (НДІ біології Харківського національного університету), Віталій Вєтров (Луганський національний університет) та інші науковці.
Необхідно розрізняти три подібні, але різні за змістом назви:
- дослідницька мережа — «Робоча група з Вивчення птахів басейну Сіверського Дінця» (ця сторінка);
- щорічна конференція — «Дослідження та охорона птахів басейну Сіверського Дінця»;

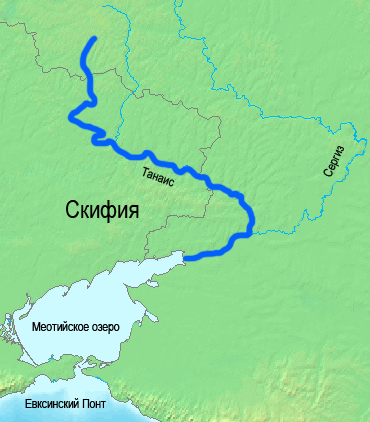
Сіверський Донець (давня назва — Танаїс) — Річкова мережа охоплює 5 областей двох країн

- серія наукових видань — «Птахи басейну Сіверського Дінця».

Традиційним скороченням назви робочої групи є акронім «РГСД».

## Конференції

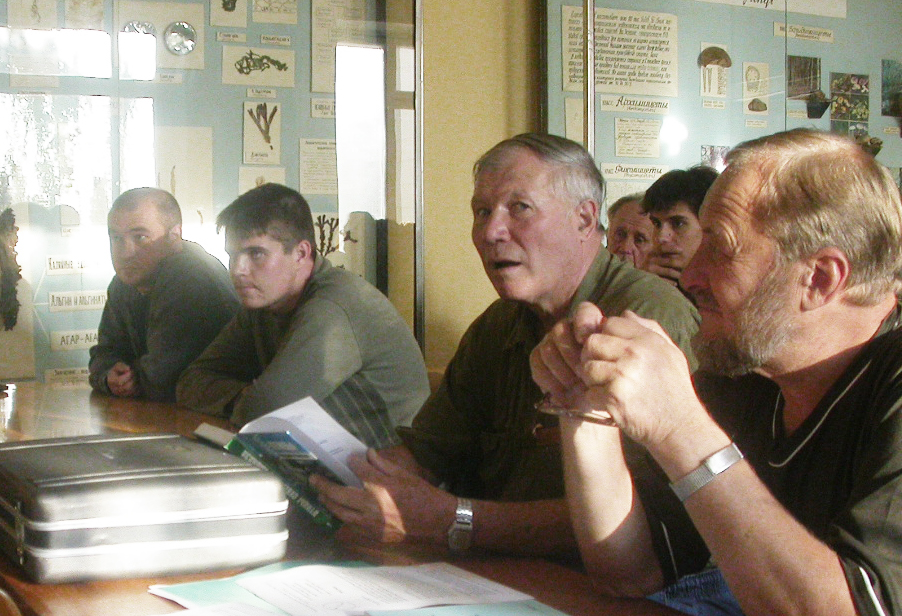
На пленарному засіданні 12-ї конференції «Вивчення та охорона птахів басейну Сіверського Дінця» (Луганський національний університет, 23.09.2005 р.). На передньому плані — Ігор Кривицький та Леонід Тараненко (праворуч).

Одна з найвідоміших форм діяльності робочої мережі — проведення щорічної конференції (або наради) в одному з центрів досліджень, найчастіше на одній з біостанцій:
- біостанції «Дронівка» (табір «Сокіл») Донецького національного університету,
- біостанції «Гайдари» Харківського національного університету,
- біостанції «Ново-Ільєнко» та б/с «Іванівка» Луганського національного університету.

Перша конференція цієї мережі відбулася 1993 р., і на час 20-річного ювілею (2013 р.) проведено 19 конференцій, тобто зустрічі відбувалися майже кожного року.
Конференції РГСД збирають щоразу близько 20-40 учасників. Основну робочих груп складають зоологи Харкова, Донецька та Луганська. Регулярно беруть участь колеги з Сум, Ростова, а часом також Курська, Бєлгорода та Воронежа. 
Демографічна структура конференції є типовою для подібних зібрань: до 30% — студенти, магістранти, до 30% — аспіранти та магістри, до 30% — наукові співробітники, доценти та докторанти, до 10% — досвідчені фахівці старшого покоління — доценти та професори. 2/3 учасників представляють освітні центри (переважно національні та державні педагогічні університети), 1/3 — природоохоронні організації (переважно природні заповідники та національні природні парки).

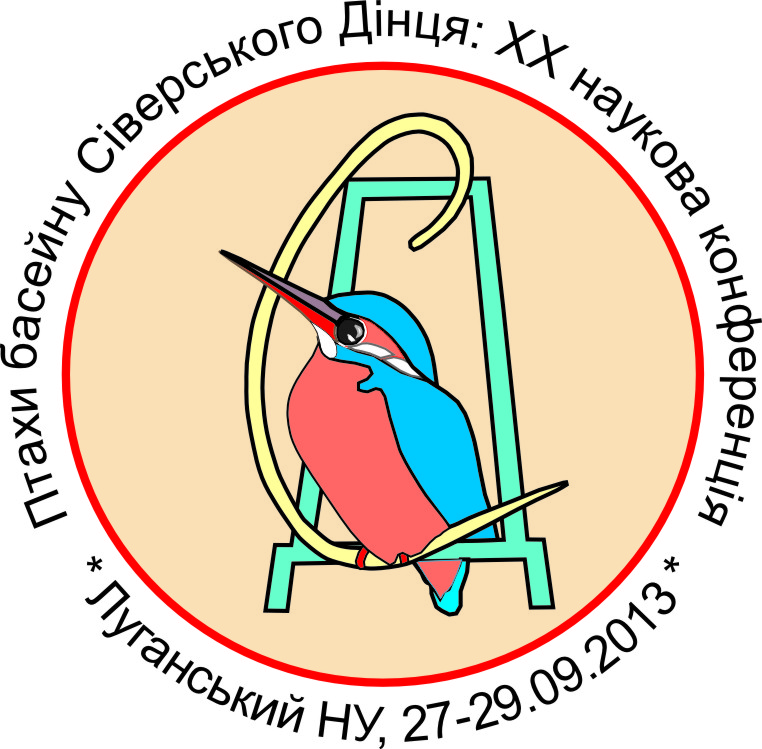
Емблема ювілейної ХХ конференції «Дослідження птахів басейну Сіверського Дінця» (2013 рік)

Ювілейна ХХ наукова конференція Робочої групи з циклу Дослідження та охорона птахів басейну Сіверського Дінця" проходитиме 27-29 вересня 2013 року в Луганському національному університеті імені Тараса Шевченка, як у самому університеті (перший день роботи), так і на біостанції в рекреаційному центрі ЛНУ «Іванівка» (Антрацитівський район).

## Апробації дисертацій
Упродовж 20 років діяльності на конференціях мережі проходили апробації своїх досліджень відомі орнітологи, які тепер вже захистили свої дисертації:
- 1998. «Біогеоценотичні та популяційні адаптації птахів в трансформованих ландшафтах Північно-Східної України (на прикладі роду Turdus)» — дис. канд. біол. наук; спец. «екологія» (Чаплигіна, 1998);
- 2004. «Орнітофауна як структурний елемент культурбіогеоценозів м. Донецька та прилеглих до нього зелених захисних зон» — дис. канд. біол. наук; спец. «екологія» (Штірц, 2004);
- 2004. «Организация сообществ гнездящихся птиц пойменных лесов среднего течения Северского Донца» — дис. канд. биол. наук; спец. «экология» (Атемасов, 2004);
- 2008. «Колективні ночівлі воронових птахів: розподіл, типи організації та стратегії поведінки (на прикладі м. Харкова)» — дис. канд. біол. наук; спец. «зоологія» (Брезгунова, 2008);
- 2010. «Екологія ракшоподібних (Coraciiformes) та одудоподібних (Upupiformes) птахів в умовах Степу України» — дис. канд. біол. наук; спец. «екологія» (Шупова, 2010);
- 2010. «Орнітофауна як елемент біогеоценозів Північного Сходу України». — дис. канд. біол. наук; спец. «екологія» (Атемасова, 2010);
- 2012. «Распространение и биология орла-могильника (Aquila heliaca Sav.) и орлана-белохвоста (Haliaeetus albicilla L.) в Днепро-Донском междуречье» — дис. канд. биол. наук; спец. «03.02.04» (Витер, 2012).
- 2012. «Соколоподібні (Falconiformes) степової зоні України: видовий склад, територіальний розподіл, динаміка чисельності та охорона» — дис. канд. біол. наук, спец. «03.00.08 — зоологія» (Милобог, 2012).

## Видання
Робоча група видає збірник наукових праць — «Птахи басейну Сіверського Дінця», і на 2012 рік вже підготовлено 12 випусків цього видання. Упорядниками та редакторами звичайно виступають організатори чергової зустрічі, зокрема Леонід Тараненко, Ігор Кривицький, Михайло Банік. У кожному збірнику праць звичайно близько 100–150 сторінок.
- докладніше див.: «Птахи басейну Сіверського Дінця (видання)».